# Octavi Tarrés
Pour les articles homonymes, voir Tarrés (homonymie).
Tarrés  Garcia est un nom espagnol. Le premier nom de famille, en général paternel, est Tarrés ; le second, en général maternel, souvent omis, est Garcia.
Octavi Tarrés Garcia, né le 12 août 1977 à Barcelone, est un joueur de rink hockey espagnol, qui joue au FC Barcelone. Il a été international à 45 reprises, et membre de l'équipe catalane qui a participé à la Coupe d'Amérique en 2007. 
La saison 2015-2016, est sa dernière en tant que joueur professionnel.

## Palmarès

### FC Barcelone
- 2 Coupe Generalitat 2011 et 2012
- 1 championnat de catalogne (jeune) (1993/94)
- 1 championnat d’Espagne (juniore) (1996/97)
- 1 championnat de catalogne (juniore) (1996/97)
- 3 Coupes d'Europe (2006/07, 2007/08, 2009/10)
- 2 Supercoupes d’Espagne (2004/05, 2006/07)
- 4 Coupes Continentale (2004/05, 2005/06, 2006/07, 2007/08)
- 2 Coupes Intercontinentales (2006, 2008)
- 6 OK Lligues / ligues espagnoles (2005/06, 2006/07, 2007/08, 2008/09, 2009/10, 2013/2014)
- 1 Coupe CERS (2005/06)
- 1 Coupe du roi / Coupe espagnole (2007)

### Sélection espagnole -23
- 1 Coupe Latine (Olhão, Portugal, 1997)